# Месец поноса особа са инвалидитетом
Месец поноса особа са инвалидитетом који се од 1990. године одржава у јулу сваке године усвојен је као празник особа са  инвалидитетом 26. јула 1990. године у складу са Закон о Американцима са инвалидитетом (АДА), који забрањује дискриминацију особа са инвалидитетом. Од те године, током месец поноса особа са инвалидитетом обележава 1 милијарда особа са инвалидитетом, њихов идентитет и културу, и њихов допринос друштву, у настојању да промене начин на који људи размишљају и дефинишу инвалидитет, да оконча стигму инвалидитета и да промовише уверење да је инвалидитет природни део људске разноликости у којој људи који живе са инвалидитетом могу да славе и да се поносе. Особе са инвалидитетом чине 15% светске популације  и највећа су и најразноврснија мањина у Сједињеним Америчким Државама, чинећи отприлике 26% популације која представља све узрасте, расе, етничке припадности, пол, сексуалне оријентације, религије и социо-економско порекло.
У оквиру овог месеца у знак признања особама са инвалидитетом, посебно се обележава  Дан поноса особа са инвалидитетом, који није национално признати празник, али се он са неколико парада поноса одржава широм Сједињених Америчких Држава, у градовима као што су нпр.  Лос Анђелес, Њујорк и Сан Франциско, да споменемо само неке.

## Историја
Идеја о месецu поноса особа са инвалидитетом зачета је 12. марта 1990. године, када је преко 1.000 људи марширало од Беле куће до Капитола САД захтевајући да Конгрес усвоји Закон о Американцима са инвалидитетом. Испред Беле куће тада је око 60 активиста, укључујући и осмогодишњу Џенифер Килан-Чафинс, физички демонстрирали неприступачност јавним просторима особа са инвалидитетом тако што су устали из инвалидских колица или одложили своја помагала за кретање и пузали уз степенице Капитола демонстрирајући неку врсту грађанске непослушности, која ће касније постати позната као пузање до Капитола (Capitol Crawl). Због незаконитих демонстрација тога дана ухапшено је 104 активиста, од којих су многи били у инвалидским колицима.
Две недеље касније 26. јула 1990. председник Џорџ Х.В. Буш, схвативши потребе особа са инвалидитетом потписао је Закон о Американцима са инвалидитетом. Од тог дана сваки наредни јул се до данас обележава као месец поноса особа са инвалидитетом у знак сећања на овај историјски тренутак.

## Понос инвалидитетом као нови концепт идентитета
Пошто је понос инвалидитетом прилично нов концепт, важно је да особе са инвалидитетом буду са поносом видљиве у заједници. Покрет за понос инвалида жели да представи људе са инвалидитетом као људе који живе своје животе наочиглед других поносни на свој идентитет инвалида. Користећи смеле слике и јаке речи, датуми подизања свести о поносу на инвалидитет, параде и фестивали подижу и изазивају. Понос потиче од слављења наслеђа, културе инвалидности, јединствених искустава која поседују као особе са инвалидитетом и допринос који могу дати друштву.
Много пута људи размишљају о инвалидности као медицинској дијагнози. „Мој инвалидитет је повреда кичмене мождине“ или „мој инвалидитет је депресија“ или „мој инвалидитет је повреда мозга“. Међутим..инвалидитет је више од само физичких и/или менталних ефеката на тело, инвалидитет је више од пилула које узимате или лекара код кога идете. То је заправо део онога ко си. Међутим, инвалидитет није једини идентитет који имате, наравно имате и друге, као што су мушко или женско, црно или бело, ниско или високо, сваки од њих је важан. Сви ваши идентитети су важни и цењени су у друштву.

## Циљеви
Месец поноса особа са инвалидитетом има за циљ да свим људима пружи прилику да укажу на значај заједнице особа са инвалидитетом и људе који су често маргинализовани, заборављени или експлицитно дискриминисани. 
Овај месец даје прилику свима подједнако да говоре и укажу на своје животне проблеме због недостатка заступљености, посебно у поређењу са заступљеношћу здравих људи. 
Ово представљање има за циљ да прикаже  свакодневне животне проблем особа са инвалидитетом, везана за запошљавања, владу, односе са руководећим особама, па чак и медијима свих врста. 
Овај месец им пружа сјајну прилику да укажу на заједницу особа са инвалидитетом и осветле људе који су често маргинализовани, заборављени или експлицитно дискриминисани.

## Парада поноса  - концепт и застава
Концепт парада поноса  особа са инвалидитетом рођен је из покрета за права особа са инвалидитетом и заснован је на интерсекционалној политици идентитета и социјалној правди. Основни концепт параде поноса заснива се на принципу преправљања негативних наратива и предрасуда које често окружују концепт инвалидитета. Понос инвалидитета је одговор и противакција против неспособности и друштвене стигме. Концепт има корене у истој друштвеној теорији која подржава ЛГБ+ особе, и има за циљ да прослави историју покрета за права особа са инвалидитетом и особа са инвалидитетом као позитивних доприносиоца друштву.
Она означава и раскид са традиционалним концептима инвалидитета као срамним стањем, које је често било скривено од јавних простора и опште свести. Парада поноса инвалидних особа је изграђен на друштвеном моделу инвалидитета и описан је као удаљавање од медицинског модела инвалидитета.
Овај месеца поноса особа са инвалидитетом  није толико познат као други празници, али је за ову популацију он важан и зато има и своју заставу поноса, коју је дизајнирала  Ann Magill чланица заједнице особа са инвалидитетом. 
Застава је креирана да обухвати све особе са инвалидитетом,  а свих шест „стандардних“ боја заставе: инвалидност шире преко границе између држава и нација 
Застава има црну позадину и дијагонално преко заставе је пет цик-цак линија обојених плавом, жутом, белом, црвеном и зеленом. 
Боје  представљају различита искуства и потребе (менталне болести, сметње у развоју, невидљиве сметње, физичке и сензорне сметње) у заједници инвалида. Линије се сматрају муњом и свака од шест боја представља нешто јединствено у заједници са инвалидитетом.
Црна позадина представља патњу заједнице особа са инвалидитетом од насиља и такође служи као боја побуне и протеста.
Муња представља начин на који особе са инвалидитетом морају да се крећу кроз баријере и показује своју креативност у томе.
Пет боја представљају различите потребе и искуства:
- плава - менталне болести,
- жута - интелектуалне и развојне сметње,
- бела - невидљиве и недијагностиковане сметње,
- црвена - физичке сметње,
- зелена - сензорне сметње.